# Bounkiling
Bounkiling ist eine Stadt im Süden des Senegal. Sie ist Hauptstadt des Départements Bounkiling in der Region Sédhiou.

## Geographische Lage
Bounkiling befindet sich im Zentrum der Casamance, dem Landesteil des Senegal, der sich zwischen Gambia und Guinea-Bissau erstreckt. Die Stadt liegt 270 Kilometer südöstlich von Dakar und 39 Kilometer nördlich der Regionalpräfektur Sédhiou. Die Stadt liegt drei Kilometer nördlich des Soungrougrou, der hier, 120 km östlich der Atlantikküste, unter dem auswaschenden Einfluss der Gezeitenströmungen eine Breite von etwa 850 Meter hat. Im Nordwesten rückt die Grenze nach Gambia bis auf 18 Kilometer heran.

## Geschichte
Das Dorf Bounkiling wurde 1951 gegründet. 2008 wurde aus den drei Dörfern Bounkiling, Kouady und Kégnéto  die Commune (Stadt) Bounkiling geschaffen. Das Stadtgebiet erstreckt sich von der Gendarmerie von Bounkiling aus gemessen eine bestimmte Anzahl von Kilometern in alle vier Himmelsrichtungen. Daraus ergab sich eine Stadtfläche von 13,4 km². Zugleich wurde Bounkiling Sitz eines Départements.

## Bevölkerung
Die letzten Volkszählungen ergaben jeweils folgende Einwohnerzahlen:
| Jahr | Einwohner |
| ---- | --------- |
| 1988 | ...       |
| 2002 | ...       |
| 2013 | 6416      |

## Verkehr
Bounkiling ist eine Etappe auf der Nationalstraße N 4, die in Kaolack von der N 1 nach Südosten abzweigt, zunächst als Transgambienne den Saloum überquert und südöstlich von Nioro du Rip die Grenze zu Gambia passiert. Im Nachbarland wird die Straße durch den an dieser Stelle 850 Meter breiten Gambia unterbrochen. Eine Fähre verbindet beide Ufer und ermöglicht so eine Weiterfahrt auf der Transgambienne in den Norden und Westen der südsenegalesischen Casamance bis Bounkiling und von hier aus weiter nach Südwesten in die 85 km entfernte Großstadt und Hafenstadt Ziguinchor. Dort besteht mit dem Flughafen Ziguinchor ein Anschluss an das nationale Luftverkehrsnetz.
Eine Straße in die Départementspräfektur Sédhiou überquert sechs Kilometer östlich Bounkiling von der Nachbarstadt Madina Wandifa aus den Soungrougrou nach Süden.